# 4-es villamos (Szeged)
A szegedi 4-es jelzésű villamos Tarján és Kecskés között közlekedik. A viszonylatot a Szegedi Közlekedési Társaság üzemelteti.

## Története

### Gedó mulató–Közvágóhíd
1908. november 5-én indult meg a forgalom a „felsővárosi” vonalon a Gedó mulató – Közvágóhíd (Szalámigyár) viszonylatban, amely egyvágányú, kitérős rendszerű volt. A nyomvonala a Vásárhelyi sugárút (József Attila sugárút) után a Stefánia – Vörösmarty utca – Tisza Lajos körút – Petőfi Sándor sugárút útvonalon haladt, így érintette a Széchenyi tér északi részét. A vonal hossza 5,777 kilométer volt.
1912-es döntések után a Széchenyi tér északi oldalán lévő vágányokat az úttest közepére helyezték, valamint kitérő épült a Kecskeméti utcánál és az alsóvárosi temetőnél. Az Ártézi kút (Anna-kút) és a Takaréktár utca között is létesült egy kitérő. A Dugonics téren összekötötték a „temetői” vonalat a „vágóhídival”. A Boldogasszony sugárúton lévő fővonalt is összekötötték a Tisza Lajos körúton lévővel. A lóvasút időkből megmaradt Tisza Lajos körút–Ferenc József rakpart (Felső Tisza-part) közötti részt felújították.
Az új vágánykapcsolatokat kihasználva 1913. június 29-én új viszonylatot hoztak létre a Szeged pályaudvar – Boldogasszony sugárút – Tisza Lajos körút – Pénzügyi Igazgatóság nyomvonalon. A meglévő Gedó mulató – Közvágóhíd viszonylat útvonalát a Tisza Lajos körút helyett a Vörösmarty utca – Széchenyi tér – Kelemen utca – Kölcsey utca – Kárász utca – Dugonics tér irányba módosították.
1927-ben elbontották a Vörösmarty utcán lévő második vágányt; a Széchenyi téren lévő, a fővonal és a felsővárosi vonal közötti vágányokat; a Tisza Lajos körúthoz kapcsolódó vágányokat, valamint a Boldogasszony sugárút–Tisza Lajos körút közötti vágánykapcsolatát. Ugyancsak ekkor bontották el a Kölcsey utca–Kárász utca–Dugonics tér–Jókai utca–Gizella tér közötti vágányokat, mert a Kelemen utca–Zrínyi utca–Gizella tér nyomvonalon új kétvágányú pálya épült a fővonal számára. A lóvasúti időkből származó Felső Tisza-parti szakaszt közben villamosították. A változások nyomán 1927. május 7-étől a Gedó mulató – Közvágóhíd viszonylat ismét a Széchenyi tér északi oldalán haladt a Tisza Lajos körút felé. Ugyanekkor új járat indult a Felső Tisza-parton 2-es jelzéssel az Ártézi kút (Anna-kút) és a Somogyi telep (Petőfitelep) között.
1940-1941-ben a Gyevi sortól 655 méter új vágány építettek a Vásárhelyi sugárúti vámházig, így 1941 végétől a Fodortelep–Közvágóhíd között, meghosszabbított útvonalon jártak a villamosok. A vonal hossza 6,076 kilométer lett.
| Év   | Viszonylat               | Megállóhelyek |
| ---- | ------------------------ | --- |
| 1908 | Gedő mulató – Közvágóhíd | Gedó mulató – Hattyú u.–Rózsa u. között – Kecskeméti utca – Brüsszeli körút – Szent György tér kitérő – Tisza Lajos körút (Pénzügyi Igazgatóság) – Kass vigadó előtt – Vörösmarty utca – Széchenyi tér – Ártézi kút (Anna-kút) – Tisza Lajos körút kitérő – Korona u. és Margit u. között – Dugonics tér – Vitéz utca – Bécsi körút – Szivárvány kitérő – Vám tér – Alsóvárosi temető – Közvágóhíd |
| 1913 | Gedő mulató – Közvágóhíd | Gedó mulató – Hattyú u. – Debreceni utca – Brüsszeli körút – Szent György tér kitérő – Tisza Lajos körút (Pénzügyi Igazgatóság) – Kass vigadó előtt – Széchenyi tér (Tisza Szálló) – Aradi utca – Kölcsey utca 5. – Somogyi utca – Dugonics tér – Vitéz utca – Bécsi körút – Szivárvány kitérő – Vám tér – Alsóvárosi temető – Közvágóhíd                                                          |
| 1927 | Gedő mulató – Közvágóhíd | Gedó mulató – Hattyú u. – Debreceni utca – Brüsszeli körút – Szent György tér kitérő – Tisza Lajos körút (Pénzügyi Igazgatóság) – Kass vigadó előtt – Vörösmarty utca – Széchenyi tér – Ártézi kút (Anna-kút) – Tisza Lajos körút kitérő – Korona u. és Margit u. között – Dugonics tér – Vitéz utca – Bécsi körút – Szivárvány kitérő – Vám tér – Alsóvárosi temető – Közvágóhíd                  |

### 4-es villamos
1943-ban lerövidült felsővárosi vonal, és a viszonylatok számokat kaptak. 2-es számmal a Somogyitelep – Vágóhíd, 4-es számmal a Széchenyi tér – Fodortelep között közlekedtek a villamosok.
1951. február 19-étől a 4-es és 5-ös villamosvonalakat összevonták, így a 4-es villamos Fodortelep – Széchenyi tér – Újszeged vonalon közlekedett, 12 percenként. Majdnem egy évvel később, 1952. február 5-étől kettébontották a két viszonylatot, így a 4-es újra a Széchenyi tér és Fodortelep között, az 5-ös Széchenyi tér – Újszeged vonalon közlekedett. 1968 márciusában a Széchenyi téri végállomást áthelyezték a Vörösmarty utcába, az egyoldali ajtós csuklós villamosok megjelenése miatt.
1952-ben a 7-es vonal Kálvária sugárúti szakaszának átépítése mellett megszüntették a Dugonics téren az 1912-ben épített vágánykapcsolatot a Tisza Lajos körúttal, a 6-os által használt Dáni utcai vágány maradt meg. Az átépítés október 6-ig tartott, de a 3-as nem indult újra. A Kálvária sugárúton a 6-os és a 7-es villamosok jártak. 1953. május 20. és szeptember 18. között újjáépült a Belvárosi temetőnél lévő kitérő. 1953. október 1-jétől járt újra a 3-as a Somogyi utca és a Textilművek között. A 3-as később ismét megszűnt, 1956-ban már 7A jelzéssel volt betétjárat a Textilművekig.
1972-ben a Lenin körút (Tisza Lajos körút) és a József Attila sugárút kereszteződését korszerűsíteni kellett a megnövekedett forgalom miatt. A 4-es vonal belvárosi szakaszát megszüntették a Stefániától a Széchenyi térig, a József Attila sugárúti vágányt bekötötték a 2-es vonalába a Lenin körútra. A forgalmat a kiskörútra akarták terelni, valamint a Stefánia sétányon zavaró volt a villamos a gyalogosok számára. 1972. június 4-étől a 4-es járt Tarjánból a Ságváritelepre, a 2-es pedig csak a Radnóti gimnáziumig. A 2-es vonalat még 1951-ben meghosszabbították a Vágóhíd után 350 méterrel a vasúti átkelőig. A 4-es hossza 6100 méter lett, amelyen öt kitérő volt. 1974 júliusában a Kölcsey utca és a Dugonics tér között új kitérő létesült, amelyet a mellette lévő első világháborús lovasszobor miatt a helyiek „Lófara” néven említenek. A Mérey utcánál lévő kitérőt viszont elbontották a Centrum Áruház építése miatt.
| Év   | Viszonylat                  | Megállóhelyek |
| ---- | --------------------------- | --- |
| 1943 | Széchenyi tér – Fodor telep | Széchenyi tér – Kass szálló – Pénzügyi palota – Szent György tér kitérő – Római körút – Kecskeméti utca – Rózsa utca – Gyevi kitérő – Egyetemi kertészet – Ungvári utca – Lőcsei utca – Fodor telep                                                                                      |
| 1972 | Fodor telep – Közvágóhíd    | Fodor telep – Erdészeti technikum – Gyevi kitérő – Rózsa utca – Kecskeméti utca – Brüsszeli körút – Szent György tér kitérő – Radnóti gimnázium – Anna-forrás – Mérey kitérő – Gutenberg utca – Dugonics tér – Partizán utca – Szivárvány kitérő – Vám tér – Húskombinát – Ságvári telep |

### Kétvágányúsítás Tarjánig
Tarján városrész nagyarányú lakótelep építkezései miatt az 1970-es évek közepén a 4-es vonal részleges kétvágányúsításáról döntöttek, mert csak így lehetett a követési időt csökkenteni. 1974–75-ben a József Attila sugárúton az Ungvár utcától (mai Budapesti körút kereszteződése) megépítették a második vágányt. 1977. február 28-án a 2-es vonalat megszüntették, az onnan felszabaduló kocsikkal március 1-jétől a Tarján és a Centrum Áruház között 4A jelzéssel egy új betétjáratot létesítettek.
1977-ben tovább folytatták a kétvágányúsítást a Mérey utcáig, az új pálya itt már az út közepére került. 1978 elején kitérő csonkvágány épült a tarjáni végállomáson. 1979-'80-ban a Budapesti körúttól is kétvágányúsították a megmaradt részt, a vonalat 150 méterrel meghosszabbították a körtöltésig, ahol új végállomást építettek. Mindezekkel 1980. március 25-re készültek el.
1984. május 10. és augusztus 28. között felújították a Budapesti körút – Brüsszeli körút közötti szakaszt, mert a korábbi kétvágányúsításkor a régi vágányt nem építették át. 1985-ben a Kölcsey utcától a Bécsi körútig, 1986. július 18. és augusztus 9. között a Bécsi körút–Vám tér, 1987. augusztus 7. és szeptember 3. között pedig a Vám tér – Ságváritelep közötti szakaszt újították fel.
| Év   | Viszonylat               | Megállóhelyek |
| ---- | ------------------------ | --- |
| 1997 | Tarján lakótelep–Kecskés | Tarján lakótelep – Budapesti körút – Deák Gimnázium – Rózsa utca – Kecskeméti utca – Brüsszeli körút – Szent György tér – Hungária Szálló – Anna-forrás – Centrum Áruház – Kölcsey kitérő – Vitéz utca – Szivárvány kitérő – Vám tér – Szalámigyár – Kecskés |

### Korszerűsítés 2002 és 2011 között
A vonal újabb nagyszabású felújítására 2002 és 2011 között került sor. 2002. április 27. és június 8. között ideiglenesen, az április 22-én megkezdett Dugonics téri kettős körforgalom építése miatt a 4-es két szakaszban a Tarján – Kölcsey utca, valamint a Petőfi Sándor sugárút (Zenekonzervatórium) – Kecskés között közlekedett. A 3-as csak a Dáni utca – Vadaspark között járt, a 4A jelzésű villamost megszüntették. Ezalatt a külső szakaszon lévő kocsik nem tudtak a kocsiszínbe beállni. Az addig egyvágányú pályát a Dugonics téren kétvágányúra építették át. A vágányokat az úttest közepére helyezték. A téren kettősvágányú vágánycsatlakozás épült a 3-as vonallal. Megszűnt a 3-as vonal Dugonics téri végállomása, a Kálvária sugárúton a Dáni utcától jobbra kiinduló vágánykapcsolat a Tisza Lajos körút felé a csonkavágánnyal együtt, amely keresztezte a 4-es vonalát és vágánykapcsolat is volt vele. Június 9-étől a 3-as Tarján – Vadaspark, a 3A pedig az Anna-kút – Vadaspark között járt, a 4-es pedig újra az eredeti útvonalon közlekedett.
2004. július 5-étől a Tisza Lajos körút átépítése alatt a 4-es ismét két szakaszban közlekedett: 3–4-es jelzéssel a Tarján–Anna-kút, 4-esként pedig a Dugonics tér – Kecskés között járt. Az út szélén lévő, egyvágányú pályát az úttest közepére helyezték és a Mérey utcától a Dugonics térig is kétvágányú lett a pálya. A villamospálya közös tömegközlekedési sáv lett, ezen haladtak az autóbuszok és később a 8-as troli meghosszabbítása után a trolibuszok is. Az eredeti rend szeptember 20-án állt vissza. 2004. október 8-án és 13-án éjjel átépítették a József Attila sugárút – Lengyel utca kereszteződésénél lévő szakaszt.
2005-ben a város úgy döntött, hogy az egy vezetőállásos Tatra KT4D villamosok számára átépíti a 4-es vonal egyes részeit. Szeptember 22-étől deltavágányt építettek Kecskésen, amelyet november 16-án adtak át. Közben november 10-én új megálló épült a Szabadkai útnál. December 13-ától a Tarján végállomáson hurokfordulót építettek. 15-én újra beindult a 4A, a Tarján és a 3-as vonal Dugonics téri megállója között, mely iskolai napokon reggel 6 és 8 óra között közlekedett. 2006. május 31-étől a Vám téren új kitérő épült, amely középperonos lett. A tarjáni fordulót és a Vám téri kitérőt 2006. július 1-jén adták át, ekkortól lehetővé vált a Tatra KT4D típusú villamosok közlekedése. 2006 novemberében megszüntették a 4A járatot, bár az iskolai őszi szünet miatt már október 27-étől nem jártak.
2008. július 15. és szeptember 22. között az Anna-kúti kereszteződés átépítése alatt 3–4 jelzéssel közlekedett a Tarján és az Anna-fürdő között, a Centrumtól a Kecskés közelében lévő Műjégpályáig pótlóbuszok jártak. Az Anna-kút és a Tarján közötti szakaszt 2011. február 15. és augusztus 20. között újították fel. Ezalatt 3–4 jelzéssel pótlóbuszok jártak a Tarján és az Anna-kút között. Április 16–17-én és május 14–15-én csak a Dugonics térig jártak a villamosok, a 8-as troli is csak a Kálvin térig közlekedett. Ekkor 3–4–8 jelzéssel jártak a pótlóbuszok a Tarján és a Klinikák között. A szakaszon korszerű megállóhelyek, a Tisza Lajos körúton a Glattfelder Gyula tér és az Anna-kút között pedig közös busz-villamos sáv létesült.
A villamos a belvárosban a Tisza Lajos körúton halad át, az Anna-kútnál keresztezi az 1-es és 2-es villamos vonalát. A Dugonics téri megállója a Kárász utcához (Szeged sétálóutcája) közel található. A vonal a Tarján és a Dugonics tér között kétvágányú, ezen a szakaszon a 3-as és a 3F villamossal azonos útvonalon közlekedik. A Dugonics tér és a Kecskéstelep között egyvágányú, kitérős rendszerű. A felújítását tervezik a jövőben. Ezen a szakaszon két kitérő található, a kecskési végállomáson a villamosok deltavágányon fordulnak meg.

## Járművek
A vonalon a ČKD Tatra villamosok mellett 2024. május 18-ától alacsony padlós Pesa 120Nb villamosok is közlekednek.

## Útvonala

Útvonal térkép

| Kecskés felé | Tarján felé |
| --- | --- |
| Tarján vá. – József Attila sugárút – Tisza Lajos körút – Dugonics tér – Petőfi Sándor sugárút – Szabadkai út – Kecskés vá. | Kecskés vá. – Szabadkai út – Petőfi Sándor sugárút – Dugonics tér – Tisza Lajos körút – József Attila sugárút – Tarján vá. |

## Galéria

Szeged villamosvonalai 1950-ben. A térképen a 4-es nyomvonala világoskékkel látható
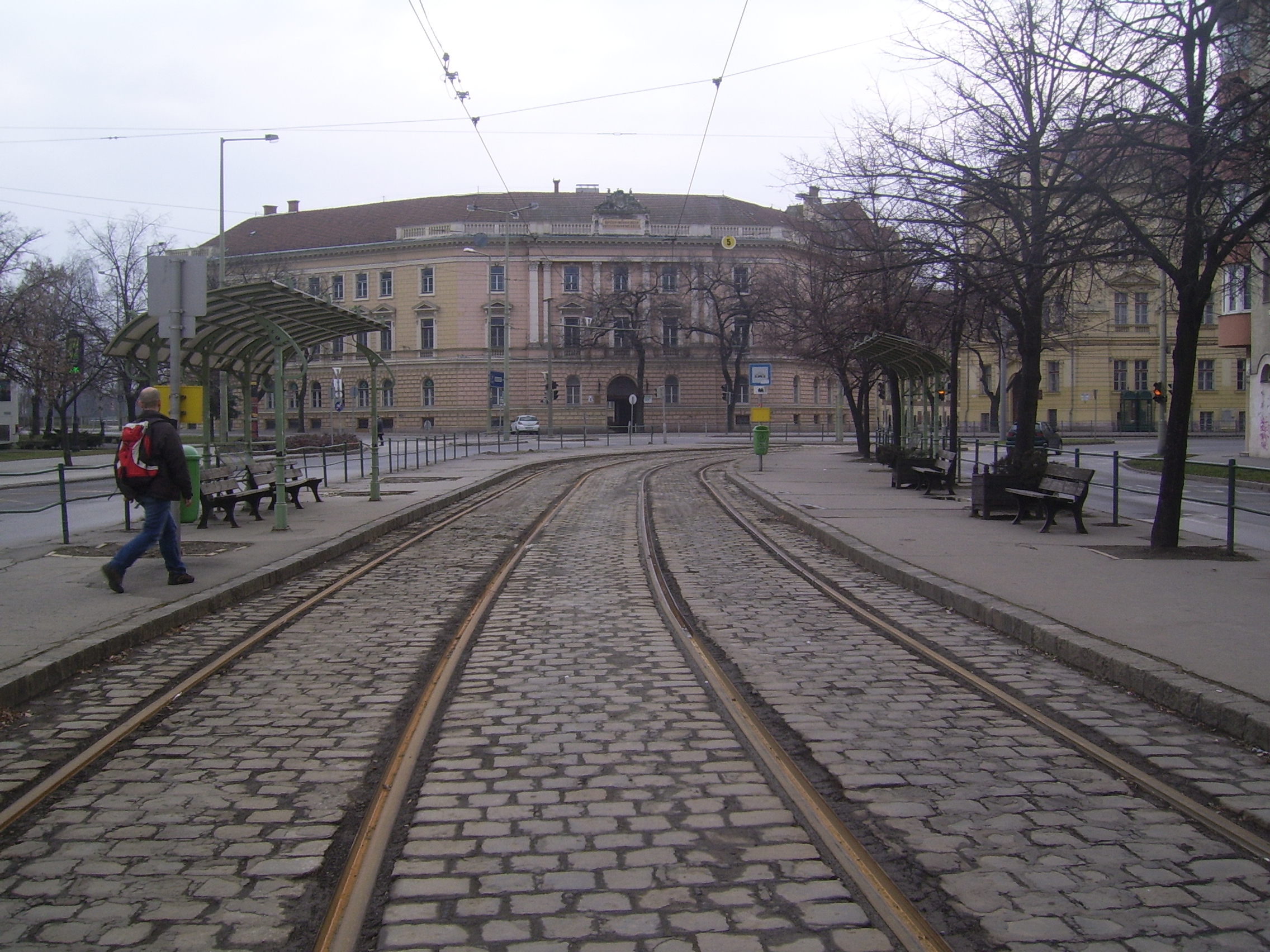
A régi kétvágányú pálya a Novotel Hotelnél (Radnóti Gimnázium, ma Glattfelder Gyula tér) 2011 februárjában. 2011 nyarán felújították
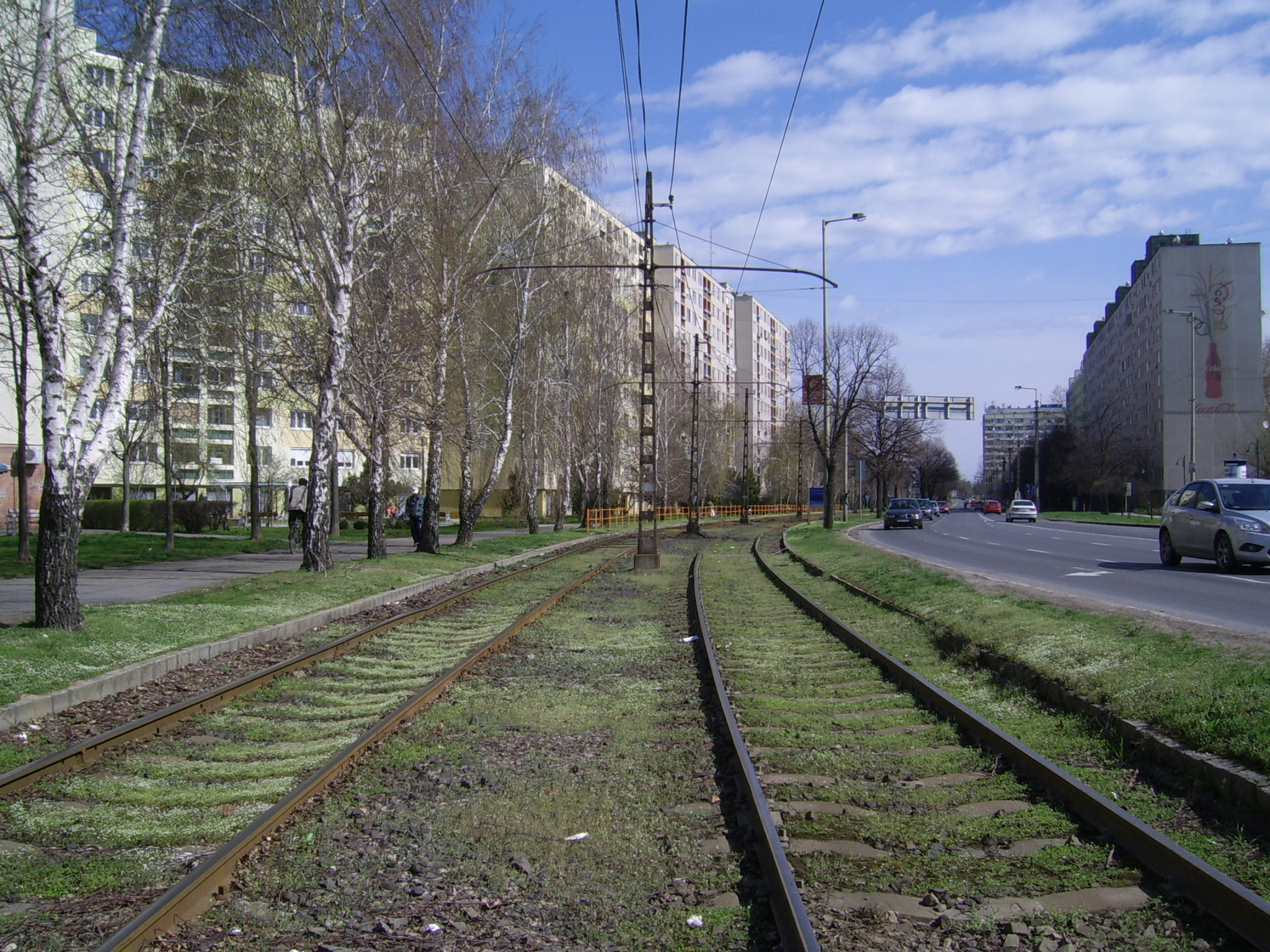
A régi kétvágányú pálya a Budapesti körútnál 2010-ben. 2011-ben felújították
Szeged villamosvonalai 1996-ban. A 4-es és a 4A világosabb illetve sötétebb kékkel látható
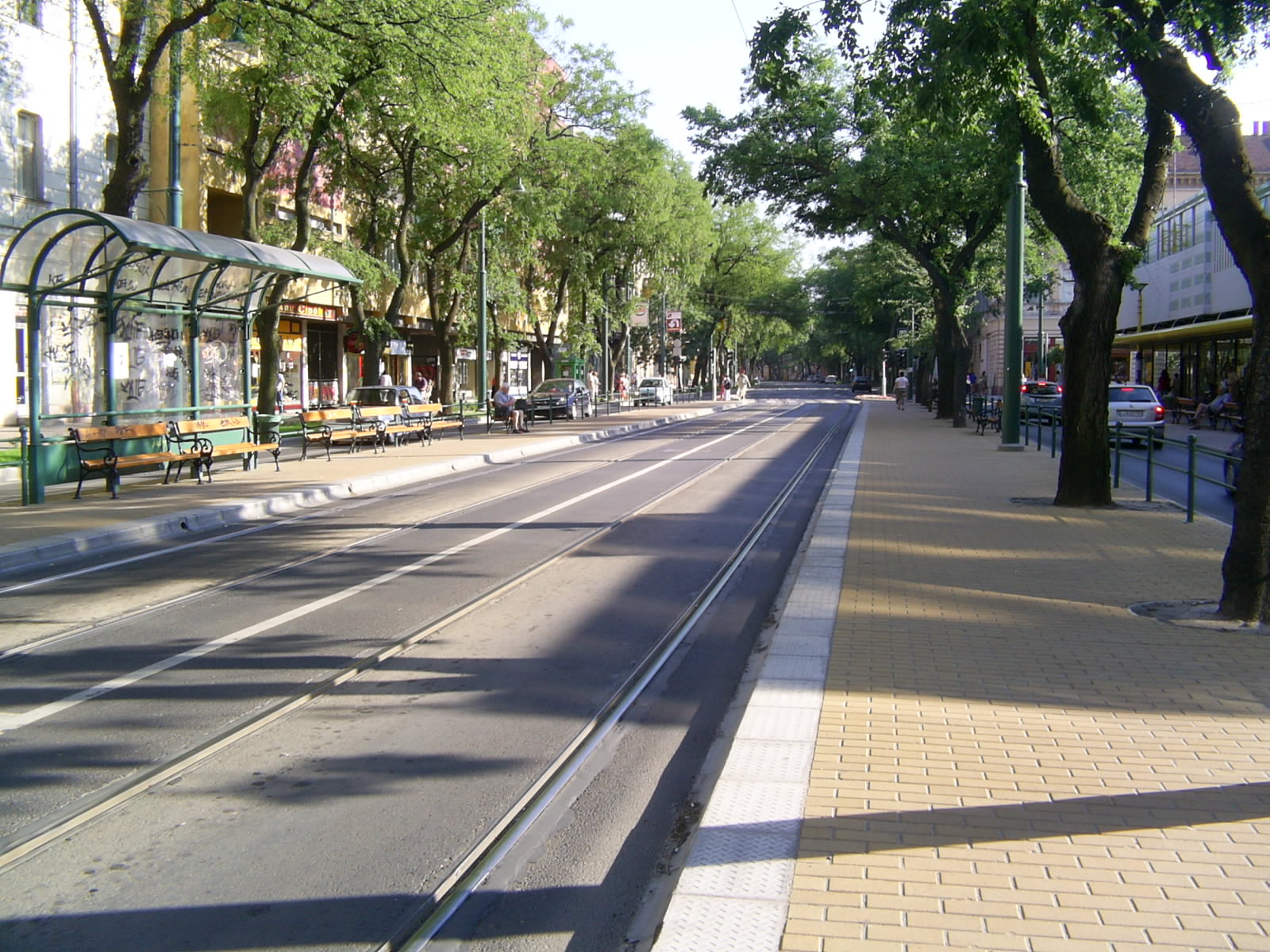
A felújított Tisza Lajos körúti szakasz a Skála áruház előtt 2005-ben
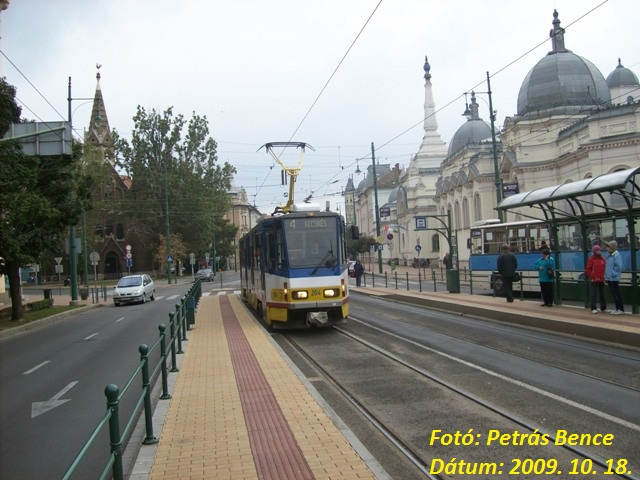
Tatra KT4D típusú villamos az Anna-kútnál 2009-ben
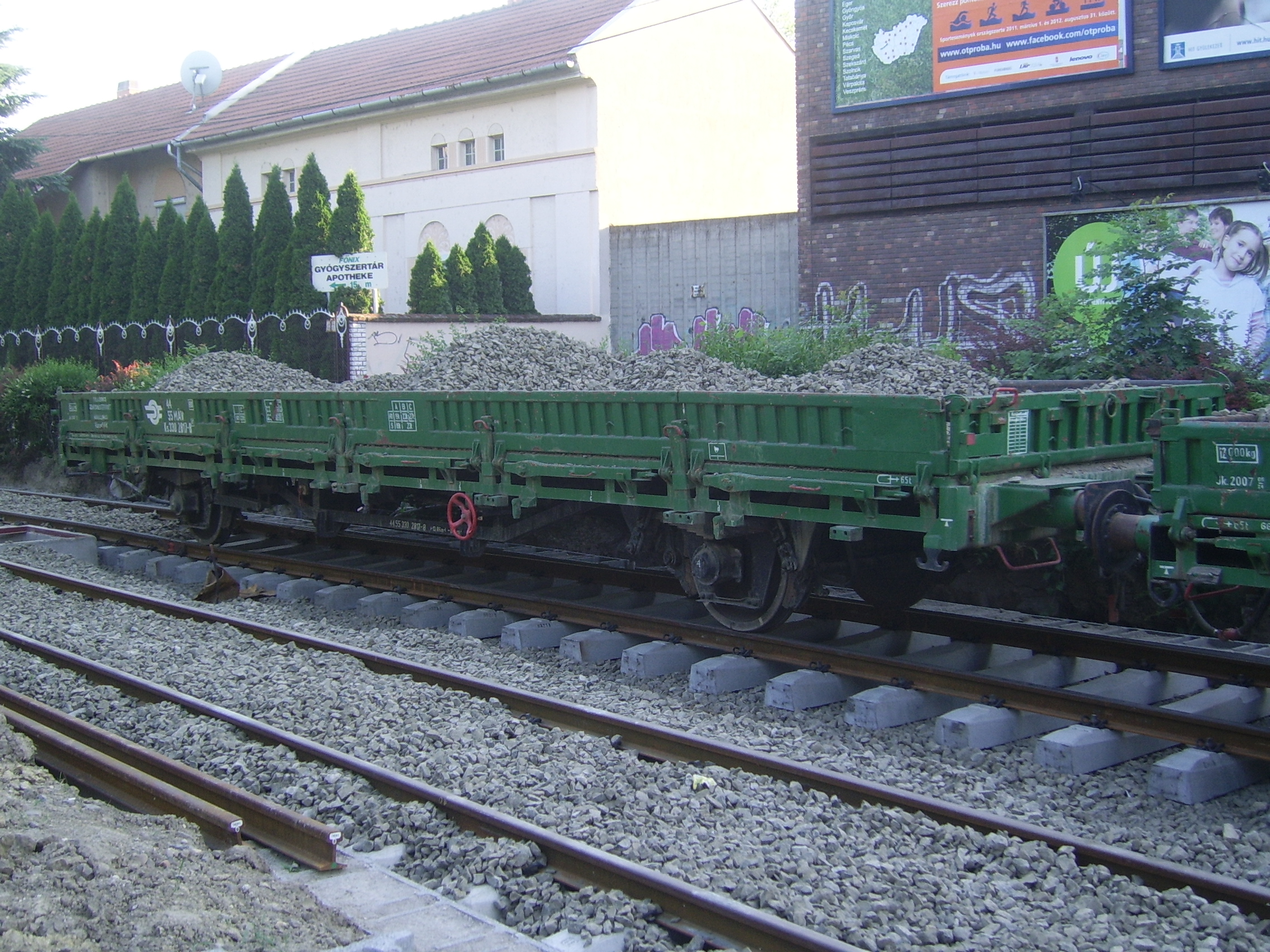
Kőszállító tehervonat a 2011-es újjáépítés idején a vonal felsővárosi szakaszán